# Lusia Strus
Lusia Rosalia Strus (Chicago, 13 dicembre 1969) è un'attrice statunitense.
Nata da una famiglia ucraina, ha studiato teatro presso la Illinois State University dove si è laureata nel 1991.
È stata sposata con il professore associato Michael A. Pastorello da cui ha poi divorziato.

## Filmografia parziale
- Echi mortali (Stir of Echoes) - regia di David Koepp (1999)
- Miss F.B.I. - Infiltrata speciale (Miss Congeniality 2: Armed & Fabulous), regia di John Pasquin (2005)
- Ned - Scuola di sopravvivenza (Ned's Declassified School Survival Guide) – serie TV (2005-2007)
- Modern Family – serie TV, 1 episodio (2011)